# Don Chisciotte (Carmelo Bene)
Don Chisciotte è uno spettacolo teatrale del 1968, tratto dal romanzo di Miguel de Cervantes, diretto e interpretato da Carmelo Bene con la collaborazione di Leo de Berardinis.
Nel 1970 un Don Chisciotte televisivo commissionato dalla Rai sfumò poiché il progetto venne ritenuto impopolare. Il cast contemplava, oltre a Carmelo Bene, artisti di fama come Eduardo De Filippo, il clown sovietico Popov e Salvador Dalí (scenografo).

## Trama

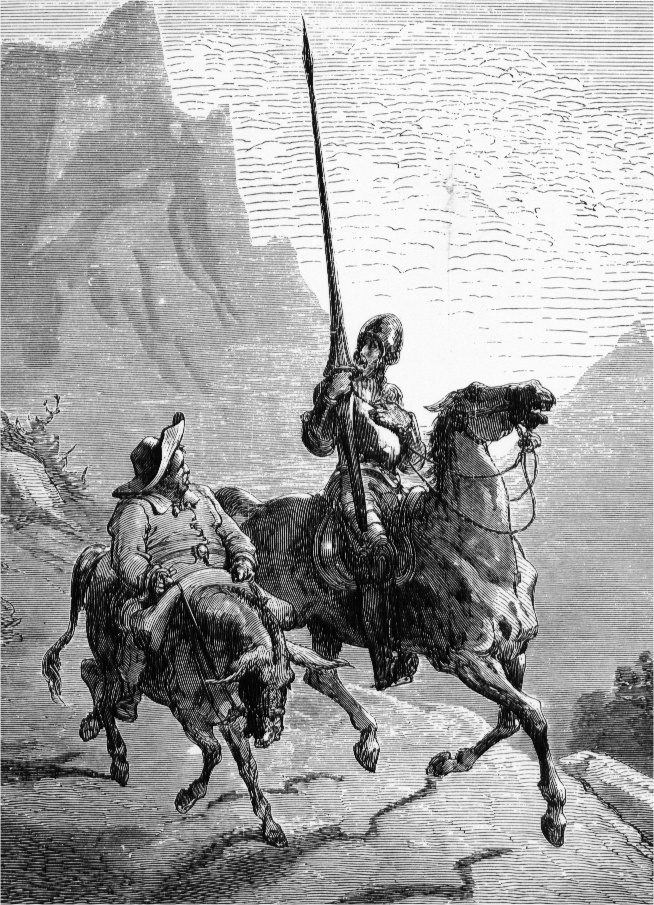
Don Chisciotte e Sancio Panza in un disegno di Gustave Doré

Il nobile spagnolo Alonso Quixano decide di diventare Don Chisciotte della Mancia, prode cavaliere cristiano che accorre in aiuto dei soppressi e delle vittime dell'ingiustizia. Oltre a queste prodezze, egli vorrebbe anche essere ricordato come i grandi cavalieri della letteratura e dei poemi epici, combattendo mostri e giganti di ogni sorta. Ma egli è nella vita reale e non si accorge di quel che fa, perché è vittima di sogni inconsci e di visioni generate dalla sua stessa mente. Tutto ciò che egli vede non è reale, neanche la sua dama, Dulcinea del Toboso, che in realtà è una prostituta.